# Kegaon
Kegaon là một thị trấn thống kê (census town) của quận Raigarh thuộc bang Maharashtra, Ấn Độ.

## Nhân khẩu
Theo điều tra dân số năm 2001 của Ấn Độ, Kegaon có dân số 7924 người. Phái nam chiếm 55% tổng số dân và phái nữ chiếm 45%. Kegaon có tỷ lệ 81% biết đọc biết viết, cao hơn tỷ lệ trung bình toàn quốc là 59,5%: tỷ lệ cho phái nam là 86%, và tỷ lệ cho phái nữ là 76%. Tại Kegaon, 12% dân số nhỏ hơn 6 tuổi.